# Lijst van oorlogsmonumenten in Ede
De Nederlandse gemeente Ede heeft 36 oorlogsmonumenten. Hieronder een overzicht.
| Nr.                             | Object                                                                        | Herdachte groep                                                                                  | Ontwerper                                                                                            | Onthulling                     | Type                      | Locatie                                                            | Plaats         | Coördinaten                   | Foto                                                     |
| ------------------------------- | ----------------------------------------------------------------------------- | ------------------------------------------------------------------------------------------------ | --- | ------------------------------ | ------------------------- | ------------------------------------------------------------------ | -------------- | ----------------------------- | -------------------------------------------------------- |
| 1290                            | Centraal Monument                                                             | algemeen, geallieerde militairen                                                                 | |                                | gedenksteen               | Hoge Valkseweg 52a, 6741 GM                                        | De Valk        | 52° 7' 15" NB, 5° 40' 14" OL  |                                                          |
| 1291                            | Centraal Monument                                                             | algemeen, geallieerde militairen                                                                 | |                                | gedenksteen               | Edeseweg 106, 6733 AH                                              | Wekerom        | 52° 6' 44" NB, 5° 42' 57" OL  |                                                          |
| 1292                            | Centraal Monument                                                             | algemeen, geallieerde militairen                                                                 | |                                | gedenksteen               | Dorpsstraat 34, 6741 AL                                            | Lunteren       | 52° 5' 1" NB, 5° 37' 19" OL   | Centraal Monument                                        |
| 1293                            | Oorlogsmonument                                                               | algemeen                                                                                         | |                                | gedenksteen               | Dorpsstraat by 51, 6731 AS                                         | Otterlo        | 52° 6' 7" NB, 5° 46' 37" OL   | Oorlogsmonument                                          |
| 1294                            | Rode Kruismonument                                                            | overig                                                                                           | |                                | zuil                      | Harskamperweg by 16                                                | Otterlo        | 52° 6' 11" NB, 5° 46' 18" OL  | Meer afbeeldingen                                        |
| 1295                            | Monument voor de gebroeders Van Steenbergen                                   | verzet Nederland                                                                                 | | 13 april 1995                  | gedenksteen               | Keijenbergseweg, 6721 AP                                           | Bennekom       | 51° 59' 33" NB, 5° 42' 21" OL | Meer afbeeldingen                                        |
| 1296                            | Centraal Monument                                                             | algemeen, geallieerde militairen                                                                 | |                                | gedenkbank                | Dorpsstraat 32, 6721 JK                                            | Bennekom       | 51° 59' 55" NB, 5° 40' 32" OL | Centraal Monument                                        |
| 1297                            | Centraal Monument                                                             | algemeen, geallieerde militairen                                                                 | |                                | gedenksteen               | Bruinehorst, 6744                                                  | Ederveen       | 52° 4' 7" NB, 5° 34' 40" OL   | Meer afbeeldingen                                        |
| 1298                            | Bevrijding op de Veluwe                                                       | algemeen, geallieerde militairen                                                                 | | 27 april 1985                  | overig                    | Otterloseweg 5D-130, 6732 BR                                       | Harskamp       | 52° 7' 28" NB, 5° 45' 30" OL  | Bevrijding op de Veluwe                                  |
| 1299                            | Centraal Monument                                                             | algemeen, geallieerde militairen                                                                 | |                                | gedenksteen               | Nieuwe Plein, 6732 CB                                              | Harskamp       | 52° 7' 52" NB, 5° 45' 7" OL   |                                                          |
| 1300                            | Gedenksteen aan de Kerkhoflaan                                                | algemeen                                                                                         | |                                | gedenksteen               | Kerkhoflaan by 18, 6741 BN                                         | Lunteren       | 52° 4' 54" NB, 5° 37' 6" OL   | Gedenksteen aan de Kerkhoflaan                           |
| 1301                            | Monument in het Bart van Elstplantsoen                                        | geallieerde militairen, verzet Nederland                                                         | | 1 augustus 1945                | gedenksteen               | Bart van Elstplantsoen, 6721 JM                                    | Bennekom       | 51° 59' 49" NB, 5° 40' 34" OL | Meer afbeeldingen                                        |
| 1302                            | Maple Leafs-Polar Bearsmonument                                               | algemeen, geallieerde militairen                                                                 | Ed Joosting Buunk                                                                                    | 3 mei 2000                     | plaquette                 | Arnhemseweg 4, 6711 HA                                             | Ede            | 52° 6' 2" NB, 5° 46' 17" OL   | Meer afbeeldingen                                        |
| 1303                            | Gedenksteen in de gevel van herberg 'Zuid-Ginkel'                             | militairen in dienst van het Ned. Kon. 1940-1945                                                 | |                                | gedenksteen               | Verlengde Arnhemseweg 101, 6718 SM                                 | Ede            | 52° 2' 14" NB, 5° 44' 4" OL   | Gedenksteen in de gevel van herberg 'Zuid-Ginkel'        |
| 1304                            | Gedenksteen bij de Oude Kerk                                                  | algemeen, geallieerde militairen                                                                 | | 5 november 1945                | gedenksteen               | Grotestraat 58, 6711 AN                                            | Ede            | 52° 2' 47" NB, 5° 40' 16" OL  | Gedenksteen bij de Oude Kerk                             |
| 1305                            | Monument in het Openluchttheater                                              | geallieerde militairen                                                                           | | 1 november 1945                | zuil                      | Van Pabstlaan 1, 6711 JW                                           | Ede            | 52° 2' 23" NB, 5° 40' 42" OL  | Monument in het Openluchttheater                         |
| 1306                            | Canadese tank op de Langenberg                                                | geallieerde militairen                                                                           | | 5 mei 1990                     | overig                    | Arnhemseweg 120, 6711 GP                                           | Ede            | 52° 2' 29" NB, 5° 41' 32" OL  | Meer afbeeldingen                                        |
| 1307                            | Monument voor Canadese Militairen                                             | algemeen, geallieerde militairen                                                                 | Groenendaal-de Vries Architecten BNA                                                                 | 3 mei 1995                     | gedenksteen               | Anrhemseweg to 60, 6711 GP                                         | Ede            | 52° 2' 34" NB, 5° 40' 42" OL  | Meer afbeeldingen                                        |
| 1308                            | Gedenkzuil op de Paasberg                                                     | militairen in dienst van het Ned. Kon. na 1945, militairen in dienst van het Ned. Kon. 1940-1945 | Linda Swaap                                                                                          | 15 augustus 2013 (oorspr 1960) | zuil                      | Vossenakker, 6711 CW                                               | Ede            | 52° 2' 43" NB, 5° 40' 42" OL  | Gedenkzuil op de Paasberg                                |
| 1309                            | Mausoleum op de Paasberg                                                      | verzet Nederland                                                                                 | Jan Brands (ontwerp), Dr. Ir. Jan P.T. Bijhouwer (landschap), prof. Vincent P.S. Esser (beeldhouwer) | 2 augustus 1947                | begraafplaats/graf        | Vossenakker, 6711 CW                                               | Ede            | 52° 2' 37" NB, 5° 40' 43" OL  | Meer afbeeldingen                                        |
| 1310                            | Airborne-monument                                                             | geallieerde militairen                                                                           | Mevr. H. van Heuff-van Oven (ontwerp), K. van Berkel, J. Rombouts                                    | 19 september 1960              | zuil                      | Verlengde Arnhemseweg 101, 6718 SM                                 | Ede            | 52° 2' 13" NB, 5° 44' 3" OL   | Meer afbeeldingen                                        |
| 2308                            | Plaquette in het NS-station                                                   | burgerslachtoffers                                                                               | Ir. H.G.J. Schelling (ontwerp), H.J. Winkelman (uitvoering)                                          |                                | plaquette                 |                                                                    | Ede-Wageningen | 52° 2' 30" NB, 5° 40' 8" OL   | Plaquette in het NS-station                              |
| 2540                            | ENKA monument                                                                 | burgerslachtoffers                                                                               | |                                | gedenksteen               | Dr. Hartogsweg 58, 6717 LT                                         | Ede            |                               | Meer afbeeldingen                                        |
| 3107                            | Monument voor de gesneuvelde Wielrijders                                      | militairen in dienst van het Ned. Kon. 1940-1945                                                 | L. Knoops                                                                                            | 17 september 1988              | gedenkmuur                | Otterloseweg 5, 6732 BR                                            | Harskamp       | 52° 7' 21" NB, 5° 45' 38" OL  | Monument voor de gesneuvelde Wielrijders                 |
| 3108                            | Monument Regiment Infanterie Oranje Gelderland                                | militairen in dienst van het Ned. Kon. 1940-1945                                                 | |                                | gedenksteen               | Otterloseweg 5, 6732 BR                                            | Harskamp       | 52° 7' 21" NB, 5° 45' 38" OL  |                                                          |
| 3164                            | Slag in Otterlo                                                               | geallieerde militairen, burgerslachtoffers                                                       | Leerling van het technisch college ROC A12                                                           | 15 april 2005                  | gedenksteen               | Dorpsstraat by 51, 6731 AS                                         | Otterlo        | 52° 6' 7" NB, 5° 46' 37" OL   | Meer afbeeldingen                                        |
| 3229                            | Stirling-monument                                                             | geallieerde militairen                                                                           | |                                | plaquette                 | Verlengde Arnhemseweg 146, 6718 SM                                 | Ede            | 52° 2' 1" NB, 5° 47' 19" OL   | Meer afbeeldingen                                        |
|                                 | Zwerfkei op de Ginkelse Heide. Luchtlanding 17 en 18 september 1944           | algemeen                                                                                         | |                                | zwerfkei                  | Verlengde Arnhemseweg (N224)                                       | Ede            |                               |                                                          |
| 3416                            | Monument voor Bombardementsslachtoffers                                       | burgerslachtoffers                                                                               | Leerlingen van het ROC A-12                                                                          | 17 september 2009              | gedenksteen               | Parkweg to 108, 6717 HJ                                            | Ede            | 52° 1' 37" NB, 5° 39' 44" OL  | Meer afbeeldingen                                        |
| 4049                            | plaquette voor mevrouw De Mildt en mevrouw Teljer /Herinneringsbank Eikenlaan | burgerslachtoffers                                                                               | | 9 september 2017               | reliëf/ plaquette op bank | hoek Eikenlaan/Klinkenbergerweg, 6711 MA                           | Ede            | 52° 2' 13" NB, 5° 40' 15" OL  | Meer afbeeldingen                                        |
| 4221                            | Gedenkbank wapendropping de Keuenklep                                         | verzet Nederland                                                                                 | | 3 maart 2018                   | gedenkbank                | Keuenklep, Immenweg                                                | Ede            | 52° 5' 19" NB, 5° 41' 2" OL   |                                                          |
| 4248                            | Joods Monument                                                                | vervolgden Nederland                                                                             | Roger Nowacki                                                                                        | april 2012                     | gedenksteen               | Vossenakker                                                        | Ede            | 52° 2' 38" NB, 5° 40' 40" OL  | Meer afbeeldingen                                        |
| 4350                            | Herinneringsmonument bij de Keuenklep, Monument mislukte wapendropping        | verzet Nederland                                                                                 | | 3 september 2020               | gedenksteen               | Immenweg                                                           | Lunteren       | 52° 5' 18" NB, 5° 41' 1" OL   | Meer afbeeldingen                                        |
| Dit oorlogsmonument op Wikidata | Belgenmonument                                                                | Belgische vluchtelingenkamp daar gelegen tijdens de Eerste Wereldoorlog                          | |                                | gedenksteen               | Edese Heide                                                        | Ede            | 52° 2' 25" NB, 5° 43' 22" OL  | Belgenmonument                                           |
| Dit oorlogsmonument op Wikidata | Vensters op het verleden                                                      | geallieerde militairen                                                                           | Karin Colen                                                                                          | 18 september 2019              | landmark                  | Ginkelse Heide                                                     | Ede            | 52° 2' 8" NB, 5° 44' 9" OL    | Vensters op het verleden                                 |
|                                 | Dolor A. Martin                                                               | Amerikaanse piloot Dolor A. Martin                                                               | | 11 november 2003               | informatiebord            | hoek Hansesteeg/Krommesteeg in De Kraats                           | Ede            | 52° 0' 13" NB, 5° 38' 40" OL  | Dolor A. Martin                                          |
|                                 | Indië-monument                                                                |                                                                                                  | Jaïr Pattipeilohy en Maurice den Boer                                                                | juli 2021                      |                           | Memorial Park aan de Vossenakker                                   | Ede            | 52° 2' 36" NB, 5° 40' 39" OL  | Meer afbeeldingen                                        |
|                                 | Commonwealth War graves - The Netherlands - Ede                               | geallieerde militairen                                                                           | |                                | grafmonument              | Algemene of Gemeentelijke begraafplaats Ede, Asakkerweg 6, 6718 ZG | Ede            | 52° 3' 12" NB, 5° 40' 16" OL  | Meer afbeeldingen                                        |
|                                 | Oorlogsgraven van P.C. Bonkerk en J.G. Dijkers                                | militairen in dienst van het Ned. Kon. 1940-1945                                                 | |                                | grafmonument              | Algemene of Gemeentelijke begraafplaats Ede, Asakkerweg 6, 6718 ZG | Ede            | 52° 3' 12" NB, 5° 40' 16" OL  | Oorlogsgraven van P.C. Bonkerk en J.G. Dijkers           |
|                                 | Oorlogsgraf van J.J.L. Geel                                                   | militairen in dienst van het Ned. Kon. 1940-1945                                                 | |                                | grafmonument              | Algemene of Gemeentelijke begraafplaats Ede, Asakkerweg 6, 6718 ZG | Ede            | 52° 3' 12" NB, 5° 40' 16" OL  | Oorlogsgraf van J.J.L. Geel                              |
|                                 | Oorlogsgraf van C.R. Oudsen                                                   | militairen in dienst van het Ned. Kon. 1940-1945                                                 | |                                | grafmonument              | R.K. begraafplaats Ede, Prins Bernhardlaan 28, 6711PC              | Ede            | 52° 1' 51" NB, 5° 39' 58" OL  | Oorlogsgraf van C.R. Oudsen                              |
|                                 | Commonwealth War graves - The Netherlands - Ede, Otterlo                      | geallieerde militairen                                                                           | |                                | grafmonument              | Begraafplaats Otterlo, Pothovenlaan 44, 6731 AJ                    | Otterlo        | 52° 6' 11" NB, 5° 46' 37" OL  | Commonwealth War graves - The Netherlands - Ede, Otterlo |
| Dit oorlogsmonument op Wikidata | Stolpersteine                                                                 | vervolgden Nederland                                                                             | Gunter Demnig                                                                                        |                                | reliëf                    | Zie Lijst van Stolpersteine in Ede                                 | Bennekom       |                               | Meer afbeeldingen                                        |

Aalten ·
Apeldoorn ·
Arnhem ·
Barneveld ·
Berg en Dal ·
Berkelland ·
Beuningen ·
Bronckhorst ·
Brummen ·
Buren ·
Culemborg ·
Doesburg ·
Doetinchem ·
Druten ·
Duiven ·
Ede ·
Elburg ·
Epe ·
Ermelo ·
Harderwijk ·
Hattem ·
Heerde ·
Heumen ·
Lingewaard ·
Lochem ·
Maasdriel ·
Montferland ·
Neder-Betuwe ·
Nijkerk ·
Nijmegen ·
Nunspeet ·
Oldebroek ·
Oost Gelre ·
Oude IJsselstreek ·
Overbetuwe ·
Putten ·
Renkum ·
Rheden ·
Rozendaal ·
Scherpenzeel ·
Tiel ·
Voorst ·
Wageningen ·
West Betuwe ·
West Maas en Waal ·
Westervoort ·
Wijchen ·
Winterswijk ·
Zaltbommel ·
Zevenaar ·
Zutphen